# Coronel Suárez (partido)
Coronel Suárez (Partido de Coronel Suárez) is een partido in de Argentijnse provincie Buenos Aires. Het bestuurlijke gebied telt 36.824 inwoners. Tussen 1991 en 2001 steeg het inwoneraantal met 3,13 %.

## Plaatsen in partido Coronel Suárez
- Bathurts
- Cascada
- Coronel Suárez
- Cura Malal
- D'Orbigny
- Huanguelén
- Ombú
- Otoño
- Pasman
- Piñeyro
- Primavera
- Quiñihual
- San José
- Santa María
- Santa Trinidad
- Villa Arcadia
- Zoilo
- Zona Rural